# Julie Jirečková

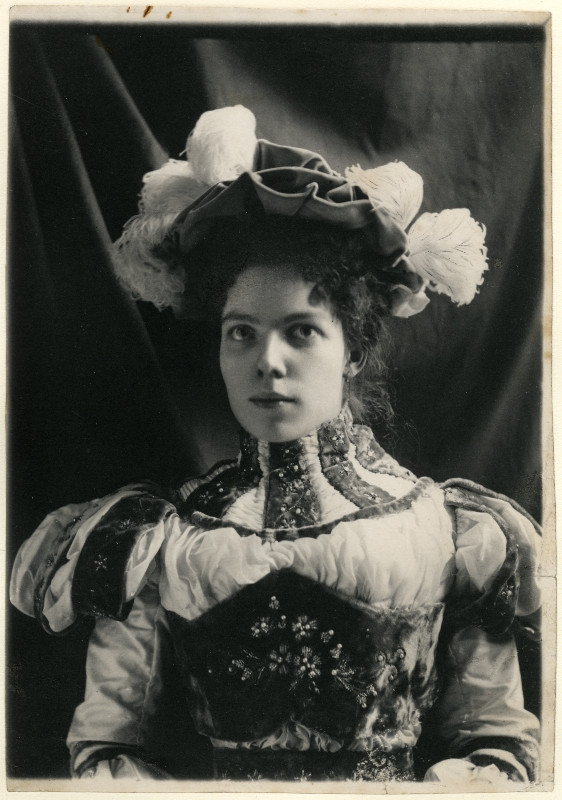
Julie Jirečková: Noemi Jirečková, asi 1910

Julie Mercedes Hermína Jirečková (21. ledna 1878 Vídeň – 11. srpna 1963 Vysoké Mýto) byla česká malířka a fotografka. Stala se první Češkou, která se začala zabývat uměleckou fotografií. Většinu svého života prožila ve společnosti své sestry, někdejší klavírní virtuózky Noemi Jirečkové.

## Život a dílo

### Mládí
Narodila se do rodiny Hermenegilda Jirečka, právního a literárního vědce a historika, který mimo jiné také vyučoval češtině korunního prince Rudolfa Habsbursko–Lotrinského a matky Julie, rozené Vokounové. Rodina žila ve vídeňské Schlüsselgasse, nedaleko hlavního nádraží. Měla starší sestry Marii Františku a Noemi. Prostřední Noemi se v dětství se učila hrát na klavír ve Vídni, už jako dvanáctiletá poprvé vystoupila roku 1886 v Litomyšli a od roku 1891 koncertovala ve Vídni, v Praze, v Brně a v mnoha dalších českých městech, kariéru ukončila roku 1907. Z Vídně pak sestry Jirečkovy pravidelně vyjížděly do Vysokého Mýta, kde se obě posléze usadily.

### Fotografie
Julie Jirečková se začala věnovat malbě a posléze i fotografování, patrně pod vlivem své tety, vídeňské malířky a fotografky Svatavy Jirečkové (1863–1918). Roku 1906 se sestrou spoluzaložili Klub fotografů amatérů ve Vysokém Mýtě. Kromě ateliérových portrétních fotografií se Jirečková začala zaměřovat na uměleckou fotografii, především krajinářskou a s přírodními motivy. Roku 1906 se stala první ženou, jejíž snímky otiskl časopis Fotografický obzor. Tvořila a vystavovala až do 20. let 20. století, rovněž se podílela na spolkovém životě ve městě.
Nikdy se neprovdala a zůstala bezdětná, stejně jako Noemi, a do konce života společně žily v rodinné vile na Vinicích ve Vysokém Mýtě. Poté, co její sestra před koncem života částečně ochrnula a byla upoutána na lůžko, pečovala o ni až do její smrtí v únoru 1963.

### Úmrtí
Julie Jirečková zemřela 11. srpna 1963 ve Vysokém Mýtě ve věku 85 let, půl roku po sestře. Pohřbena byla v majestátní rodinné hrobce na městském hřbitově ve Vysokém Mýtě.